# پنگی
پنگی، روستایی از توابع بخش کدکن شهرستان تربت حیدریه در استان خراسان رضوی ایران است محمدرضا Mh

## جمعیت
این روستا در دهستان رقیچه قرار دارد و براساس سرشماری مرکز آمار ایران در سال1400، جمعیت آن بالایه800 نفر (زیادخانوار) بوده‌است.